# Thomas Dybdahl
Thomas Dybdahl (12 april 1979 in Sandnes, Zuid-Noorwegen) is een Noorse singer-songwriter. Hij was voorheen gitarist van de Noorse band Quadraphonics (vroeger State of Mind). Hij heeft een begeleidingsband "That Great October Sound" waarmee hij ook op zijn albums speelde. Zelf omschrijft hij zijn stijl als melancholiek en romantisch. In plaats van explosies probeert hij implosies in zijn muziek te laten plaatsvinden.
Thomas heeft een hoge en soepele falsetstem en wordt daardoor vaak vergeleken met singer/songwriter Jeff Buckley.

## Discografie

### Albums
| Album met eventuele hitnotering(en) in de Nederlandse Album Top 100 | Datum van verschijnen | Datum van binnenkomst | Hoogste positie | Aantal weken | Opmerkingen |
| ------------------------------------------------------------------- | --------------------- | --------------------- | --------------- | ------------ | ----------- |
| ...That great october sound                                         | 2002                  | -                     |                 |              |             |
| Stray dogs                                                          | 2003                  | -                     |                 |              |             |
| One day you'll dance for me, New York City                          | 2004                  | -                     |                 |              |             |
| Science                                                             | 2006                  | -                     |                 |              |             |
| October trilogy                                                     | 2006                  | -                     |                 |              | Cd-box      |
| En samling                                                          | 2009                  | -                     |                 |              |             |
| Waiting for that one clear moment                                   | 2010                  | -                     |                 |              |             |
| Songs                                                               | 22-04-2011            | 07-05-2011            | 51              | 1            |             |
| What's left is forever                                              | 2013                  | -                     |                 |              |             |

### Singles
| Single met eventuele hitnotering(en) in de Nederlandse Top 40 | Datum van verschijnen | Datum van binnenkomst | Hoogste positie | Aantal weken | Opmerkingen |
| ------------------------------------------------------------- | --------------------- | --------------------- | --------------- | ------------ | ----------- |
| Rain down on me                                               | 2003                  | -                     |                 |              |             |
| A lovestory                                                   | 2004                  | -                     |                 |              |             |

### Ep's
- Bird EP (2000)
- John Wayne EP (2001)

### Dvd's
- That Great October dvd (2003)
- That Great October dvd Digitally Remastered (2005)
- Live at Paradiso, Amsterdam dvd (2009)